# 1-й Волынский корпус Украинской державы
1-й Волынский корпус (1-й В.к. Укр.д, укр. 1-й Волинський корпус) — воинское соединение в Армии Украинской Народной Республики, созданное 17-29 апреля 1918 года (после 29 апреля 1918 в Армии Украинской державы) в Волынской губернии во время Гражданской войны в России. Управление корпуса являлось управлением военного округа и соответственно командир корпуса имел права командующего войсками военного округа.

## Предыстория
1918 год
Германские войска оккупировали Волынскую губернию. Губернская, уездная и волостная администрации, которые оставались верной руководству УНР, на самом деле утратили всякую связь с ним и оказалась под влиянием оккупационного военного союзного командования.
17 апреля началось формирование 1-го Волынского корпуса Армии Украинской Народной Республики с управлением корпуса в губернском городе Житомир Волынской губернии. Командиром корпуса был назначен генерал-майор Сергей Иванович Дядюша.
1-й Волынский корпус формировался при 25-м армейском корпусе Русской армии, который не имел ничего общего с Украиной, так как был сформирован в Московском военном округе и до Первой мировой войны там и находился. В состав корпуса входили 3-я гренадерская (штаб в г. Москва) и 46-я пехотная (штаб в г. Ярославль) дивизии, которые были укомплектованы в подавляющем большинстве великороссами. Во время Первой мировой войны 25-й армейский корпус участвовал в боях с германскими и австро-венгерскими войсками на Западном и Юго-Западном фронтах.
Одновременно в губернии формировались органы военного управления военного округа.
Командиру корпуса генерал-майору С. И. Дядюше в армии УНР было присвоено воинское звание генерал-поручик.
Во Владимир-Волынском (Владимир-Волынск), Дубенском (Дубно),
Житомирском (Житомир), Заславском
(Заславль), Ковельском (Ковель),
Кременецком (Кременец), Луцком
(Луцк), Новоград-Волынском (Новоград-Волынск), Овручском (Овруч), Острожском (Острог),
Ровенском (Ровно), Староконстантиновском (Староконстантинов) уездах в вербовочных пунктах проводилась запись мужского населения добровольцами вступать в вооружённые силы Украинской державы.

## История
Армия «Украинской Державы» создавалась на Украине после прихода к власти 29 апреля 1918 гетмана П. П. Скоропадского. В числе 8-ми корпусов был и 1-й корпус, со штабом в Житомире. Полки корпуса представляли собой украинские полки Революционной армии свободной России с прежним офицерским кадром.
На 1 мая состав:
- Управление корпуса в г. Житомир
- 1-я пехотная дивизия
  - 1-й пехотный полк
  - 2-й пехотный полк
  - 3-й пехотный полк
- 2-я пехотная дивизия
  - 4-й пехотный полк
  - 5-й пехотный полк
  - 6-й пехотный полк
- 2-я конная дивизия[2][7]
- 1-й авиадивизион (см.Авиация Украинской державы)[8]

В оперативном подчинении 1-й авиадивизион корпуса был у Инспекции авиации Киевского района.
В Виннице должна была разместиться эскадрилья тяжёлых самолётов «Илья Муромец», ранее находившаяся в Революционной армии свободной России.
30 мая правительством издан Закон, которым была утверждена Присяга на верность Украинскому Государству, и Закон о военной подсудности. Военнослужащие начали принимать присягу, а нежелавшие служить в новой армии уходили.
24 июля Совет министров (укр. Рада министров) Украинской державы принял Закон о всеобщей войсковой повинности и утвердил План организации армии, подготовленный Генеральным штабом. 8 корпусов, которые составляли костяк армии, должны были формироваться по территориальному принципу. 1-м корпусом должен был стать Волынский.
Соединения и воинские части комплектовались офицерами, ранее проходившими службу в Российской Императорской Армии и Революционной армии свободной России.
1 августа утверждён Закон о политическо-правовом положении служащих Военного ведомства, который запрещал им быть в составе и брать участие в работе каких-либо кружков, товариществ, партий, союзов, комитетов и иных организаций, имеющих политический характер.
24 сентября командиру корпуса генерал-поручику С. И. Дядюше присвоено воинское звание генерального хорунжего.
Вооружённые силы Украинской державы состояли из 8-ми корпусов, являвшихся одновременно и военными округами: 1-й Волынский, 2-й — Подольский, 3-й — Одесский, 4-й Киевский, 5-й — Черниговский, 6-й Полтавский, 7-й — Харьковский, 8-й — Екатеринославский. Корпуса включали пехотные дивизии с 1-й по 16-ю. Корпуса включали 54 пехотных и 28 кавалерийских полков, 48 полевых артиллерийских полков, 33 тяжёлых артиллерийских полков, 4 конно-артиллерийских полка. В вооружённых силах было 4,5 кавалерийских дивизий. Формирование соединений и воинских частей производилось по территориальному принципу. Имелись также Гвардейская Сердюцкая дивизия, 1-я стрелецко-казацкая дивизия (см.Серожупанники, передана австрийскими властями 28.08.1918 г), Черноморская флотилия и Бригада морской пехоты, Отдельная Запорожская дивизия. Численность армии по штату мирного времени составляла 75 генералов, 14 930 старшин, 2975 военных чиновников, 291 121 подстаршин и казаков. По факту численность вооружённых сил в ноябре 1918 года была около 60 тысяч человек. См. также
14 ноября гетман П. П. Скоропадским объявил Акт федерации, которым он обязывался объединить Украину с будущим (небольшевистским) российским государством.
16 ноября началось возглавленное Директорией УНР восстание повстанческого движения против власти гетмана П. П. Скоропадского. Оно было поддержанно восставшими войсками Украинской державы под командованием С. В. Петлюры. Гражданская война на Украине смела ещё одну власть.
В армии произошёл раскол и началась «Украинская гражданская война». Раскол потряс и Военное министерство.
В ноябре в Чёрном море появляется мощный флот стран-участниц блока Антанты. Антанта занимала открыто враждебную позицию к Украинской Державе как к германскому сателлиту.
24 ноября союзные войска Антанты высадились в Севастополе и овладели всем находящимся там флотом.
С 1 декабря командир корпуса генеральный хорунжий С. И. Дядюша был зачислен в распоряжение штаба армии Директории УНР и некоторое время жил в качестве частного лица в губернском городе Житомире. В командование корпусом более не возвращался.
После непродолжительной «Украинской гражданской войны 16 ноября — 14 декабря», 14 декабря гетман П. П. Скоропадский отдал приказ о демобилизации защитников Киева и отрёкся от власти.

## Командование
- Дядюша, Сергей Иванович, командир корпуса (после 29.04-1.12.1918), генеральный хорунжий в армии Украинской державы.[4]
- Альтфатер, Дмитрий Васильевич[14], начальник артиллерии 1-го Волынского корпуса УНР (23 февраля — апрель 1919).[15][16][17]

## Состав
- На июнь 1918:
- Управление корпуса в г. Житомир (губернский город Волынской губернии)
- 1-я пехотная дивизия[2]
  - 1-й пехотный полк
  - 2-й пехотный полк
  - 3-й пехотный полк
- 2-я пехотная дивизия[2]
  - 4-й пехотный полк
  - 5-й пехотный полк
  - 6-й пехотный полк
- 2-я конная дивизия[2][7]
- 1-я лёгкая артиллерийская бригада[2][7]
- 2-я лёгкая артиллерийская бригада[2][7]
- 1-я тяжёлая артиллерийская бригада[2][7]
- 1-й автопанцирный дивизион (6 бронеавтомибилей)[2][7]
- Части корпусного подчинения[2][7]